# Dark Sector
Dark Sector — це відеогра в жанрі шутера від третьої особи/горору/бойовика для консолей Xbox 360 і PlayStation 3, розроблена Digital Extremes. Гра вийшла 25 березня 2008 року в Північній Америці, 27 березня 2008 в Японії і 4 квітня 2008 в Європі.

## Ігровий процес
Гра відбувається від третьої особи. Головний герой Гейден Тенно — агент ЦРУ, що користується вогнепальною зброєю та глефою-бумерангом. Після кожного кидка глефа повертається до Гейдена; її можна застосовувати не тільки для бою, а також для вирішення головоломок завдяки здатності глефи переносити вогонь, електрику та холод. Відповідно можна, наприклад, підпалювати віддалені об'єкти. Впродовж гри Гейден отримує декілька нових використань глефи: її запуск по траєкторії, ураження декількох ворогів, посилений кидок. Сам протагоніст отримує здатність ставати невидимим і прикриватися силовим щитом. Гра сигналізує про стан здоров'я персонажа блиманням екрана червоним кольором і звуком серцебиття при пораненнях.
Гейден уміє ховатися за навколишніми предметами та кидати з укриття глефу чи вести стрілянину. Вороги здатні стрибати на Гейдена і тоді їх потрібно збивати з себе, натиснувши випадкову кнопку. Гейден може добивати ворогів різними способами, залежно від обставин довкілля, та виконувати тимчасові ривки вперед. Він має змогу недовго користуватися ворожою зброєю, проте вільно користуватися боєприпасами, що з випадають з переможених ворогів. Власну зброю Гейден удосконалює на чорних ринках. Агенту пропонується обрати одну малу зброю для використання разом з глефою і одну велику дворучну зброю, наприклад дробовик або гвинтівку.

## Сюжет
Дія Dark Sector розгортається в Ласрії, вигаданій країні-сателіті СРСР. Наприкінці Холодної війни СРСР виявляє затонулий підводний човен біля узбережжя Ласрії. При спробі обстеження човна щось атакує команду рятувальників. У наступні роки таємнича інфекція під назвою «техноцит» поширюється по Ласрії, перетворюючи людей на мутантів.
Агент ЦРУ Гейден Тенно має вроджену анальгезію (не відчуває болю). Його посилають у ласрійський ГУЛАГ, де Роберт Мезнер утримує заражених техноцитом. Його місія — знайти інформатора Віктора Судека та знищити Мезнера. Знайшовши Віктора, Гейден виявляє, що той заражений, і вбиває його. Прямуючи підірвати табір, агент стикається з броньованим гуманоїдом на ім'я «Немезида» і зазнає поразки. Мезнер наказує Немезиді заразити Гейдена техноцитом.
Гейдену вдається втекти, але його права рука тепер мутована. Агент зв'язується зі своїм начальником A.D., який наказує йому зустрітися з Ярго Менсіком і отримати ліки. Незабаром після цього, потрапивши в засідку солдатів, його заражена рука вирощує глефу з трьох лез. Поступово він отримує й інші здібності, зокрема телепатію, якою Мезнер користується з метою глузувати з Гейдена. Згодом Гейден знаходить Ярго, але відмовляється від ліків, і дізнається, що Мезнер хоче відловити заражених за допомогою старого передавача, який випромінює сигнал, який приваблює заражених. Вбивши гігантського мавпоподібного монстра, Гейден знаходить передавач у катакомбах церкви та готується підірвати її C-4. Його хоче застрелити Надя, проте вирішує, що Гейден заслуговує страждати від наслідків техноциту. В міру прогресу хвороби Гейден починає відчувати біль.
Знову зв'язавшись з A.D., Гейден дізнається, що Мезнер використовує вантажне судно для експорту техноциту. Пробиваючись у вантажний відсік, він випадково випускає високорозвиненого невидимого монстра, який топить корабель. Після втечі Гейден розкриває, що Надя захопила й катує Ярго, вимагаючи доступу до «Сховища» та чогось усередині, що може контролювати вірус. Не підкоряючись наказу залишитися і чекати прибуття A.D., Гейден пробивається крізь залізничну станцію та рятує Ярго, який втратив око під час допиту. Щоб контролювати свій біль, спричинений техноцитом, Гейден нарешті намагається використати ліки. Перш ніж Ярго встигає попередити його про наслідки, з'являється Немезида та ледь не вбиває Гейдена. Потім приходить Мезнер і знущально пропонує Гейдену шанс убити його, але Мезнер тепер контролює всіх заражених, зокрема й агента. Не маючи іншого вибору, Гейден робить собі ін'єкцію ліків і ледве не гине. Перш ніж Гейден непритомніє, Мезнер розповідає, що ЦРУ теж дало йому ліки.
Ярго рятує Гейдена і приводить його до дослідницького центру Возро, де під час Холодної війни досліджували техноцит. Він зізнається, що додав у ліки Гейдена «енферон», хімічну речовину, смертельну для мутантів. Проте Гейден зберіг при зараженні свою людяність, на відміну від Мезнера. Ярго спрямовує Гейдена в підвал закладу, щоб отримати костюм, як у Немезиди. Після боротьби з натовпами мутантів і автоматизованими системами безпеки Гейден знаходить костюм, коли приходить Надя. Вона заявляє, що забере Ярго з метою відкрити Сховище. Гейден одягає костюм, завдяки якому перемагає Немезиду, в костюмі якого насправді весь час була Надя. Вона пояснює, що Мезнер планує поширити техноцит по всій Землі. Перед смертю вона віддає агенту ключ від Сховища.
Гейден дізнається, що ЦРУ має угоду з Мезнером. Він убиває A.D. та його людей. Знайшовши Ярго, Гейден дає йому ключ, наказуючи запечатати Сховище ззовні. Він входить усередину, де виявляє джерело вірусу: американський підводний човен «Аляска», в якому сидить істота, схожа на гідру. Мезнер керує істотою, Гейден перемагає її, та Мезнер бере під контроль його мутовану праву руку. Гейдену вдається зловити наелектризовану глефу здоровою лівою рукою та пронизати лезом голову Мезнера. Гейден покидає Сховище, забравши наостанок глефу.

## Сприйняття
| Агрегатор    | Оцінка                                 |
| ------------ | -------------------------------------- |
| GameRankings | (X360) 73.24% (PS3) 73.14% (ПК) 65.22% |
| Metacritic   | (X360) 72/100 (PS3) 72/100 (PC) 66/100 |

| Видання       | Оцінка |
| ------------- | ------ |
| Destructoid   | 7.5/10 |
| Eurogamer     | 6/10   |
| Game Informer | 7.5/10 |
| IGN           | 7.7/10 |

Dark Sector отримала неоднозначні відгуки. Агрегатори GameRankings і Metacritic дали середні оцінки 73,24 % і 72/100 у версії для Xbox 360, 73,14 % і 72/100 у версії для PlayStation 3 і 65,22 % і 66/100 у версії для ПК.
Згідно з IGN, багато середовищ у Dark Sector нудні та сірі, є моменти поганого графічного оформлення, але є і гарні спецефекти. Глефа ефективна при використанні як бумеранг, але часто промахується при атаках у ближньому бою. В грі надто багато повторюваних моментів, а проходження сюжету стимулюється більше вивченням нових бойових прийомів, ніж цікавістю подій. Багатокористувацький режим, де потрібно грати за Гейдена проти групи охоронців, цікавий лише за самого Гейдена.
Рецензія Eurogamer повідомляє, що гра починається претензійно, але в фіналі враження «ледь вищі середніх». Сюжет подано так, ніби гравці наперед повинні знати передісторію Гейдена. Dark Sector явно запозичує елементи з Gears of War. Можливо, Gears не винайшла свій стиль гри, але він надто часто експлуатується. Карти для багатокористувацької гри нудні, а натхнення для змагань мінімальне.